# Sempre Nomadi
Sempre Nomadi è il nono album in studio dei Nomadi. Venne pubblicato in Italia nel 1981 dalla CGD.

## Il disco
Il titolo di questo disco divenne poi il motto del gruppo, gridato a più riprese durante i concerti: Sempre Nomadi. Nel 1980 i Nomadi non rinnovarono il contratto con la EMI e questo è il primo album che non fu pubblicato dalla loro storica casa discografica. 

## Tracce

### Lato A
1. I tre miti – 4:14 (testo: Marco Dallari – musica: Franco Ceccarelli)
2. Jenny – 2:57 (Francesca Betti)
3. Sera bolognese – 4:21 (testo: Marco Dallari – musica: Franco Ceccarelli)
4. Utopia – 3:53 (testo: Giuliano Pinori – musica: Giuseppe Carletti)
5. La mia città – 2:49 (testo: Marco Dallari – musica: Franco Ceccarelli)

### Lato B
1. Amici miei (parte 1ª, 2ª, 3ª e 4ª) – 1:12 (Gisberto Cortesi)
2. Ala bianca (cover di Sixty Years On) – 5:40 (testo: Bernie Taupin e Luigi Albertelli – musica: Elton John)
3. Il vecchio e il bambino – 1:05 (Francesco Guccini)
4. Non credevi – 3:22 (Maurizio Bettelli)

## Formazione
- Augusto Daolio – voce
- Beppe Carletti – tastiere
- Chris Dennis – chitarra, violino
- Umberto Maggi – basso
- Paolo Lancellotti – batteria